# Лех (река)
Лех (нем. Lech, лат. Licus) — река в Австрии и Германии (Бавария), правый приток Дуная. Протяжённость около 250 км. Западная граница Баварских Альп.

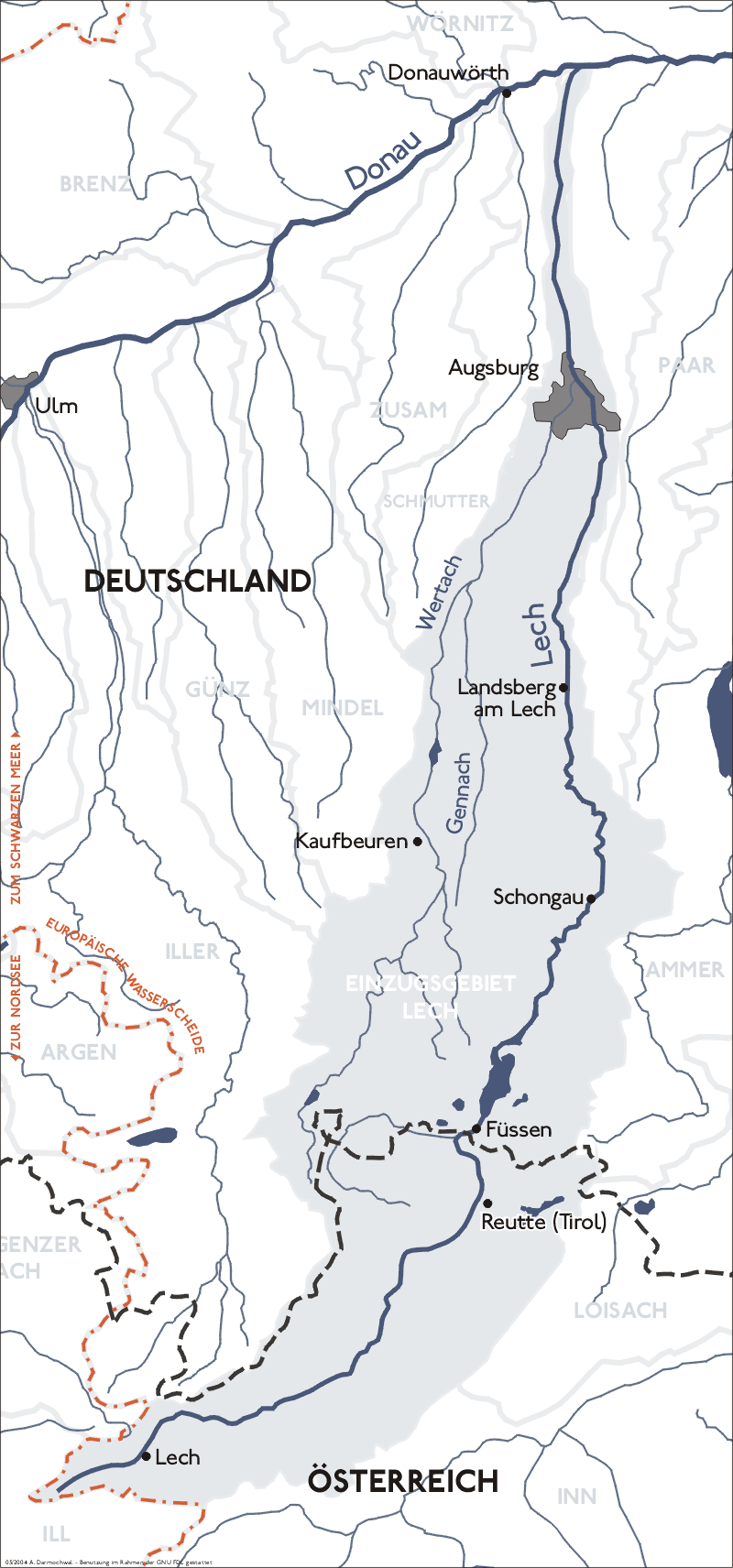
Бассейн реки

Исток реки расположен на северо-западных склонах Лехтальских Альп, до границы с Германией река течёт в глубокой горной долине. После пересечения границы (недалеко от города Фюссен) Лех пересекает Баварское плоскогорье. В среднем течении на реке стоит город Ландсберг-ам-Лех, ниже — город Аугсбург. Средний расход воды у Ландсберг-ам-Леха составляет 85 м³/с, в устье — около 120 м³/с. Высокая вода наблюдается в летний период.
Недалеко от Аугсбурга 10-12 августа 955 года германский король Оттон I Великий в так называемой Лехской битве разгромил венгров.
15 апреля 1632 года, на реке Лех под Рейном, в ходе Тридцатилетней войны, произошло ещё одно крупное сражение между шведской армией под предводительством короля Густава II Адольфа и войсками Католической Лиги под командованием выдающегося полководца И. Тилли.